# Саришвили, Наскид Григорьевич
Наскид Григорьевич Саришвили (13 ноября 1927, Тифлис — 9 марта 2002) — советский и российский учёный в области микробиологии, биохимии и технологии виноградных и плодовых вин, коньяка и шампанского, академик ВАСХНИЛ (1991).

## Биография
Родился в Тбилиси. Окончил Московский технологический институт пищевой промышленности (1952).
- 1952—1954 начальник ликеро-дрожжевого цеха, цеха шампанизации Рижского завода шампанских вин;
- 1954—1956 начальник биохимического цеха, главный шампанист Тбилисского завода шампанских вин;
- 1956—1964 главный инженер Киевского завода шампанских вин.
- 1964—1966 доцент кафедры виноделия Всесоюзного заочного института пищевой промышленности (ВЗИПП).
- 1966—1969 главный шампанист Главвино Министерства пищевой промышленности СССР.
- 1969—1984 заведующий сектором (1969—1972), заведующий отраслевой н.-и. лабораторией технологии игристых вин (1973—1984) ВЗИПП.
- 1984—1986 директор Московского филиала ВНИИ виноградарства и виноделия «Магарач».
- 1986—2002 генеральный директор Научно-производственного объединения напитков и минеральных вод ВАСХНИЛ (РАСХН), директор Всероссийского НИИ пивоваренной, безалкогольной и винодельческой промышленности.

В 1990—1991 и. о. академика-секретаря Отделения по переработке и хранению продукции растениеводства ВАСХНИЛ.
Доктор технических наук (1982), профессор (1984), академик ВАСХНИЛ (1991, член-корреспондент с 1989).
Разработчик принципиально новой технологии производства Советского шампанского и игристых вин, не имеющей аналогов в мировой практике.

## Награды и звания
Заслуженный деятель науки Российской Федерации (1998). Лауреат Государственной премии РФ в области науки и техники (1998).

## Научные труды
Автор (соавтор) более 200 научных работ, в том числе 14 книг и брошюр, из них 2 монографий. Получил более 100 авторских свидетельств и патентов на изобретения.
Книги:
- Производство Советского шампанского непрерывным способом / соавт.: С. А. Брусиловский и др. — М.: Пищ. пром-сть, 1977. — 232 с.
- Сборник основных правил, технологических инструкций и нормативных материалов по производству винодельческой продукции / соавт.: Л. Н. Гордеева и др.; МСХ и продовольствия РФ, РАСХН. — М.: Пищепромиздат, 1998. — 242 с.
- Микробиологические основы технологии шампанизации вина / соавт. Б. Б. Рейтблат; Всерос. НИИ пивовар., безалкогол. и винодел. пром-сти. — М.: Пищепромиздат, 2000. — 364 с.
- Напитки российского рынка: справ. / соавт.: В. Р. Алтаев и др. — М.: ЗАО «A&C Group», 2000. — 256 с.